# Lanvallay
Lanvallay é uma comuna francesa na região administrativa da Bretanha, no departamento Côtes-d'Armor. Estende-se por uma área de 14,58 km². Em 2010 a comuna tinha 4 287 habitantes (densidade: 294 hab./km²).